# Onukia guttata
Onukia guttata är en insektsart som beskrevs av Li och Wang 1992. Onukia guttata ingår i släktet Onukia och familjen dvärgstritar. Inga underarter finns listade i Catalogue of Life.